# I Mughi
I Mughi este o arie protejată (arie specială de conservare — SAC, sit de importanță comunitară — SCI) din Italia întinsă pe o suprafață de 21 ha, integral pe uscat.

## Localizare
Centrul sitului I Mughi este situat la coordonatele 46°05′33″N 11°36′29″E / 46.0925°N 11.608056°E.

## Înființare
Situl I Mughi a fost declarat sit de importanță comunitară în iunie 1995 pentru a proteja 5 specii de animale. Situl a fost protejat și ca arie specială de conservare în martie 2014.

## Biodiversitate
Situată în ecoregiunea alpină, aria protejată conține 12 habitate naturale: Mlaștini alcaline, Fânețe montane, Păduri acidofile de Picea de la nivel montan la nivel alpin (Vaccinio-Piceetea), Mlaștini turboase de tranziție și turbării mișcătoare, Pajiști cu Molinia pe soluri calcaroase, turboase sau argilos-nămoloase (Molinion caeruleae), Formațiuni ierboase bogate în specii de Nardus, dezvoltate pe substraturi silicioase în zone montane (și în zone submontane, în Europa continentală), Lacuri și iazuri distrofice naturale, Turbării active, Mlaștini împădurite, Depresiuni pe substraturi de turbă de Rhynchosporion, Liziere de ierburi înalte hidrofile de câmpie și de nivel montan până la alpin, Păduri aluvionare cu Alnus glutinosa și Fraxinus excelsior (Alno-Padion, Alnion incanae, Salicion albae).
La baza desemnării sitului se află mai multe specii protejate de  păsări (5): minunița (Aegolius funereus), cocoșul de mesteacăn (Bonasa bonasia), ciocănitoare neagră (Dryocopus martius), ciuvică (Glaucidium passerinum),  cocoș de munte (Tetrao urogallus)
Pe lângă speciile protejate, pe teritoriul sitului au mai fost identificate 13 specii de plante, 3 specii de amfibieni, 5 specii de mamifere, 3 specii de reptile.